# Rhododrilus agathis
Rhododrilus agathis är en ringmaskart som beskrevs av Lee 1959. Rhododrilus agathis ingår i släktet Rhododrilus och familjen Acanthodrilidae. Inga underarter finns listade i Catalogue of Life.